# Episteme beatrix
Episteme beatrix là một loài bướm đêm trong họ Noctuidae.